# Ужас в Ред-Хуке
«У́жас в Ред-Ху́ке», «Кошма́р в Ред-Ху́ке» (англ. The Horror at Red Hook) — рассказ американского писателя Говарда Филлипса Лавкрафта, написанный 2 августа 1925 года. Впервые опубликован в выпуске «Weird Tales» за январь 1927 года. Живя в бедности в трущобах района Ред-Хук, на момент написания статьи, Лавкрафт в то время пытался срочно расширить рынки сбыта среди журналов бульварной прессы. Имея в роли главного героя инициативного ирландского детектива полиции Нью-Йорка, он надеялся на быструю публикацию в журналах бульварной прессы, что бы могло привлечь новую аудиторию, отличную от его привычного журнала «Weird Tales». Ему не удалось достичь ожидаемых продаж и Лавкрафту пришлось вернуться к «Weird Tales».

## Сюжет
В каждом из нас тяга к добру уживается со склонностью к злу, и, по моему глубокому убеждению, мы живём в неизвестном нам мире, исполненном провалов, теней и сумеречных созданий. Неизвестно, вернётся ли когда-нибудь человечество на тропу эволюции, но в том, что изначальное ужасное знание до сих пор не изжито, сомневаться не приходится.
Детектив Томас Меллоун ведет расследование тайных культов в Ред-Хуке, Бруклин. Редхукское дело привлекло его, когда он служил в полиции Бруклина. В районе трущоб Ред-Хук крайне обостренная криминогенная обстановка, улицы переполняют иммигранты из Сирии, Испании, Италии и темнокожие мигранты. Сектанты проводят ритуалы доарийского периода, чёрную мессу, шабаш, шаманство, турано-азиатских культов плодородия и магии.
В городе похищают детей. Одним из подозреваемых является Роберт Сейдем, проповедующий учения Каббалы в своем особняке во Флэтбуше, на Мартенс Стрит. Сейдем твердит про силы Сефирота, Асмодея, и Самуэля; а сам спонсирует банду на Батлер-Стрит и провозит эмигрантов по подземным каналам. Все они посещают его обряды несторианской церкви и тибетского шаманизма. Некоторые из них являются монголами из Курдистана, в землях езидов, последними из живых персидских сатанистов и сектантов-кочевников. Курды верят, что некое Великое священство (англ. Great priesthood) дарует им могущество и блаженство в далёких землях. Соседи подают в суд на Сейдема; родственники обвиняют его в сумасшествии.

Внезапно Сейдем молодеет, он получает наследство от друга из Европы и женится на мисс Корнелии Герристен, дальней родственнице из Бейсайда, И́гл. Полицейские находят в его церкви изображения сардонических лиц святых и заклинания на греческом языке о Горго и Мормо. Вспыхивает волна похищений детей и власти требуют от полиции действий. В квартире Сейдема находят шапочку младенца, лабораторию, золотые слитки, рисунки немыслимых чудовищ, пентаграммы, каббалистические заклинания на арабском, греческом, римском, иврите, и имена 17 демонов эпохи декаданса Александрии:  
“Hel, Heloym, Sother, Emmanvel, Sabaoth, Agla, Tetragrammaton, Agyros, Otheos, Ischyros, Athanatos, Iehova, Va, Adonai, Saday, Gomovsion, Messias, Eschereheye” 
Сейдем с невестой отплывают на корабле в моря чудес Старого Света. Вскоре после отплытия, молодоженов находят мёртвыми в каюте. Бортовой врач замечает за окном фосфоресцирующую тварь, которая оставила следы когтей на горле убитых. На стене написано халдейское: Лилит. К кораблю подходит пароход. Смуглые люди арабской внешности в форме полиции предъявляют письмо от Сайдема, в котором он просит выдать свой труп владельцу письма. Иностранцы тайно наполняют бутылки кровь невесты и уплывают. Тем временем, Ред-Хук заполонили сектанты; детей начали похищать в пригороде Гауэнес. Полиция массово арестовывает иностранцев в митрах; всюду находят алтари в крови. Меллоун находит в квартире Сейдема дверь, что внезапно рушится под давлением с другой стороны! Неведомая сила утягивает разум детектива вниз, к бездонной яме и неизмеренным пространствам:

Среди склепов тьмы, титанические аркады и бесформенные гиганты с адскими формами шагают в тиши, и обгладывая существ, оторванные части которых вопят о пощаде, безумно смеясь. Дым ладана смешивается с запахом тлена и тошнотворными облаками, что заполняет полувидимая масса бесформенных элементалей с глазами (англ. Shapeless elemental things with eyes). Маслянистые волны бьются об ониксовый пирс. Звук серебряных колокольчиков приветствует появление обнажённой фосфоресцирующей твари, которая взгромождается на корточках на резной золотой пьедестал. Здесь Сатана правит свой вавилонский двор, омыв кровью прокаженные руки фосфоресцирующей Лилит. Инкубы и суккубы возносят хвалу Гекате, обезглавленные лунные телята блеют перед Великой Матерью. Козы пляшут под пересвист проклятых флейт, а эгипаны, оседлав лягушек гоняются за уродливыми фавнами. Не обошлось и без Молоха и Астарты. Мир и природа не смогли бы противостоять натиску порождений тьмы из колодцев тьмы, знак и молитвы не смогли бы остановить вальпургиеву пляску ужаса, что началась, когда мудрец с ненавистным ключом наткнулся на орду с запертым сундуком, хранящим знания о демонах.

Иностранцы окропляют тело Сайдема и несут к ногам фосфоресцирующей твари. Звучит орган, грохот пыток ада и сардонический бас. Начинается шествие: Козы, сатиры, эгипаны, инкубы, суккубы, лемуры, кособокие лягушки , элементали, собачьи ревуны, безмолвные тени пляшут с дионистической яростью. Звучит жуткое карканье и слова заклинания Горго и Мормо: «Узри жениха, Великая Лилит». Сейдем оживает и бежит к алтарю, а за ним гонится вся процессия. Сайдем разрушает алтарь и помещение заполняет вода из бездны Тартара. Удар грома уничтожает эту Вселенную зла.  

В результате обрушения трех домов на Паркер-Плейс погибли полицейские и сектанты. Меллоуна находят у пруда, полного костей. Тело Сейдема идентифицировали по пломбам зубов. Полиции дело представляется ясным: Сейдем возглавлял секту контрабандистов; в подвале его дома нашли зал с органом и тюрьму, где пребывали в изувеченном состоянии 17 узников (как 17 демонов). В том числе, четыре матери с младенцами жуткой внешности, которые умерли едва попав на свет. Каналы залили бетоном. Умерших похоронили на кладбище Гринвуд. Все же Ред-Хук остался прежним, словно, Гидра с тысячей голов, а вековой культ тьмы в нем глубже, чем колодец Демокрита. На улице смуглая старуха учит ребёнка заклинанию:
О друг и спутник ночи, ты, радующийся собачьему лаю и пролитой крови, странствующий среди теней гробниц, кто жаждет крови и наводит ужас на смертных, Горго и Мормо, тысячеликая луна, прими наши жертвы! 

## Персонажи
- Томас Мэлоун

Томас Ф. Мэлоун (англ. Thomas F. Malone) — детектив из ирландского квартала Нью-Йорка, учился в Дублинском университете, родился в Феникс-парк, ему 42 года. Высокий, крепко сложения, цветущего вида, крупный, сильный и энергичный мужчина. Считал, что он «дальновиден, как кельт, к странным и скрытым вещам, но его цепкий ум не выдаёт себя». В молодости был поэтом; но нищета, скорбь и изгнание обратили его взгляд в более тёмные стороны. Его тревожат проявления зла в мире, которым он противопоставляет свою «острую логику и глубокое чувств юмора». Его отличает чисто кельтское видение страшных и потаённых сторон бытия и одновременно присущая логикам способность замечать внешне неубедительные вещи сочетание, он называет себя «Дублинский мечтатель». Впоследствии у него развилась фобия старых георгианских домов.
- Роберт Сейдем

Роберт Сейдем (англ. Robert Suydam) — пожилой мистик, потомок древнего голландского рода, жил в особняке, который его дед построил во Флэтбуше, ему около 60 лет. О нём говорили как о «странном, тучном старике, чьи неопрятные белые волосы, жёсткая борода, блестящая чёрная одежда и золотистая трость заслуженно встречали только удивлённый взгляды». Тратил много денег на старинные фолианты из Лондона и Парижа. Имел «определённые странные изъяны речи и чудаковатые привычки; он походил на диких и нищих людей из неблаговидных районов, постоянно гонимых соседями». Его родственники безуспешно пытались объявить его сумасшедшим. 8 лет назад отплыл на Восток, в старый мир, а по возвращении начал проводить странные обряды. С ним происходит разительная метаморфоза — вероятно, Сейдем продал душу дьяволу на шабаше или его телом овладел дух умершего предка.

### Второстепенные персонажи
- Корлеары и Ван Брунты (англ. Corlears and Van Brunts) — подали в суд на Сайдема.
- Корнелия Герристен (англ. Miss Cornelia Gerritse) — состоятельная юная девушка из Бейсайда, дальняя родственница Сейдема и его невеста. Прекрасно зарекомендовала себя в самых высших слоях общества.
- Старый Дельрио (англ. Delrio) — полицейский.
- Фосфоресцирующая тварь (англ. Phosphorescent thing) — тварь, морская ведьма, мифическое существо. У неё были тонкие и длинные когти, она плавала в тоннелях под городом и появилась на ритуале под церковью. Обнажённая тварь идиотски хихикала, а иностранные сектанты носили её на руках и возвели ей трон. Реанимировала мёртвых и собиралась отравить город, распространив болезни по сети каналов. Бесследно исчезла. Возможно, она воплощение Лилит.
- Лилит (англ. Lilith) — богиня, которой посвящают строки: «Лилит, о Великая Лилит! Воззри на своего Жениха!» (англ. “Lilith, Great Lilith, behold the Bridegroom!).

## Вдохновение
Лавкрафт ссылается на районы с большим количеством иммигрантов, как на «лабиринты разнородной нищеты» в письме Кларку Эштону Смиту:
Идея о том, что чёрная магия существует в тайне и сегодня или что адские античные обряды по-прежнему существуют в безвестности — это то, что я использовал и буду использовать снова. Когда ты прочтёшь мой новый рассказ «Ужас в Ред Хуке», то заметишь, как я использую эту идею в связи с бандами молодых бездельников и стадами зловещих иностранцев, которые можно увидеть повсюду в Нью-Йорке.
Лавкрафт переехал в Нью-Йорк, чтобы жениться на Соне Грин, годом ранее, в 1924 году; его первоначальное увлечение Нью-Йорком вскоре испарилось (этот опыт лег в основу рассказа «Он»), во многом из-за ксенофобских настроений Лавкрафта. «Всякий раз, когда мы оказывались в толпе со смешанным расовым составом, характерной для Нью-Йорка, Говард бледнел от ярости», — позже писала Соня Грин — «Казалось, он почти потерял рассудок».
В рассказе Лавкрафт очень точно описывает смесь демографических групп в Ред-Хук около 1925 года, но — поскольку его главный герой — ирландец — он изменил изначально задуманное им «ирландское» население Ред-Хук на «испанское». В то время в Ред-Хук ещё не было испанского населения, хотя, одно появилось позже.
В рассказе «Улица» похожим образом описаны террористы, которые прибыли среди толп эмигрантов и готовили подрыв памятников культуры.
Лавкрафт упоминает рассказ «Человек толпы» Эдгара По, «Культ ведьм в Западной Европе» мисс Мюррей, работы Бердслея и Доре.
Большая часть оккультных песнопений в рассказе заимствована из статей о «Магии» и «Демонологии» из «Девятого издания Британской энциклопедии», написанного антропологом Э. Б. Тайлором. Даниэль Хармс и Джон Гонсе отмечают, что заклинание Лавкрафта, которое он цитирует как «вызов демона» или «демоническое воскрешение», на самом деле является заклинанием, которое используют для охоты за сокровищами. Появление курдов-езидов в качестве дьявольского культа подразумевается, как события стоящие за историей, что, видимо, было вдохновлено рассказом «Чужеземцы из Курдистана» Хоффманна Прайса. Культ имеет реальные мировые истоки божества Лилит. В то время Лавкрафту не было известно об их аналогичном использовании в оккультном приключенческом романе Роберта Чемберса 1920 года.
Лавкрафт использует образы древнегреческой мифологии: Маслянистая река — Стикс, Бездонная яма — Тартар, Пучина — Сцилла, Царства ужаса — Аид, залы с пытками — уровни Аида. Древнегреческие боги: Великая Мать, Лилит, Горго, Мормо, Геката, Молох, Астарта, Аркада, а также 17 демонов и Сатана.  Древнегреческие существа: фавн, сатир, эгипан, инкуб, суккуб, лемур, а также гидра. Места: Александрия, Вавилон. Деятели: Дионис, Демокрит. Народы: халдеи, турано-азиатские сектанты (англ. Turanian-Asiatic magic and fertility-cults), тибетцы, монголы, курды, езиды, персы.

## Критика
Сам Лавкрафт, всегда скромно относившийся к своей работе и в то время довольно подавленный, сказал про рассказ «Ужас в Ред Хуке»: «он довольно длинный и бессвязный, и я не думаю, что он очень хорош». Тем не менее, это был один из немногих рассказов, изданных при жизни Лавкрафта, который попал в престижные сборники британской литературы.
Некоторые критики имеют тенденцию пренебрегать этим рассказом, в основном из-за явного расизма в нем. Лин Картер назвал рассказ «литературным купоросом». Питер Кэннон отметил, что «расизм — плохая предпосылка для хоррора». С.Т. Джоши в своей книге «Г. Ф. Лавкрафт: Жизнь» назвал этот рассказ «ужасно плохим» из-за его расистского языка.

## Культы и Ритуалы
Некоторые критики не считают рассказ частью «Мифов Ктулху», поскольку в нем отсутствуют такие характерные элементы, как: инопланетные культы с космическими целями, запретные рукописи, чувство отчужденности и прочее; а сам культ и оккультные знания имеют явные истоки в реальном мире. Однако, Сейдем читает старинные фолианты, а Меллоун изучает работы о связи древних культов с космосом. «Ужас в Ред-Хуке» — это переходной рассказ, он расположен перед более поздними произведениями, в которых появляются инопланетяне. Хотя, сюжет изображает зловещий культ Лилит, но он представляет собой условно оккультную организацию поклонения Дьяволу, и не связан с инопланетянами из «Мифов Ктулху».
Лавкрафт впервые описывает сразу несколько языческих культов, среди которых есть не только сектанты, но и просто верующие, они распространены по всему Нью-Йорку и Новому Орлеану. Ритуалы относится к шабашу, Вальпургиевой ночи, доарийским обрядам, Чёрной мессе, шаманизму и прочему. Только в этом произведении Лавкрафт упоминает Черную Мессу, хотя, обычно всегда описывает шабаш.
Древнегреческая мифология упоминается ранее в рассказах «Полярная звезда», «Белый корабль» и «Лунная топь». В рассказе «Праздник» описан похожий ритуал под землей и упоминаются древнегреческие существа. Старый Дельрио произносит фразу на латыни: «Это были отпрыски демонов, инкубов и суккубов, из давних времен, выращенные в их потомстве». В рассказе «Герберт Уэст — реаниматор» похожим образом рушиться стена и появляются мертвецы из «Нижнего мира».
Роберт Сейдем живет в «одиноком доме на Мартенс-стрит» — семья Мартенс описана в рассказе «Затаившийся Страх», в котором из подземных тоннелей вырываются адские создания. Особняк Мартенсов географически расположен в месте, откуда река течет на юг, что в конечном итоге проходит через Ред-Хук. Сейдем упоминает голландские корни и путешествие по морю на Восток.
Лавкрафт называет «Курдистан в землях езидов» (англ. Land of the Yezidis) в похожей манере с «Земли Мнар в Стране снов», а сектантов кочевниками — как в рассказе «Карающий Рок над Сарнатом». Сектанты служат Великому священству, который дарует им могущество в далёких землях. Возможно, это божество послужило поводом для создания Великого жреца Ктулху. Лавкрафт описывает черты иностранцев, в похожей манере с народами Страны снов: моряки с ясным взглядом (англ. Clear-eyed), молодые люди с затуманенными глазами (англ. Blear-eyed), люди из арабских стран с косым взглядом (англ. Slant-eyed), голубоглазые северяне (англ. Blue-eyed), люди с восточным разрезом глаз (англ. Orientals) и мертвец с остекленевшим взглядом (англ. Glassy-eyed). Похожее описание позже появится в повести «Сомнамбулический поиск неведомого Кадата», где говорится, что Восточные черты лица — это черты истинного рода богов.
Фраза «Мудрец с ненавистным ключом наткнулся на орду с запертым сундуком, что полон знаний о демонах» — говорит о демонологических знаниях, которые сектанты обретают после продажи души Дьяволу. Персонажи Лавкрафта могут перенести артефакты из Страны снов в реальный мир.

## «Страна Лавкрафта»
Лавкрафт описывает развивающийся город, который теряет черты традиций под наплывом толп эмигрантов (что похожим образом описано в рассказе «Улица»):
Ред-Хук представляет из себя грязный людской муравейник, образовавшийся на месте старых портовых кварталов, сгрудившихся вдоль нескольких неухоженных магистралей, что берут начало от доков и бегут вверх по холму, чтобы в конце концов соединиться с некогда оживленными, а теперь почти не использующимися Клинтон- и Корт-Стрит, ведущими в направлении Боро-Холл. В районе преобладают кирпичные строения, возведённые между первой четвертью и серединой прошлого столетия, а потому некоторые наиболее тёмные улочки и переулки до сих пор сохранили тот своеобразный мрачный колорит, что литературная традиция определяет не иначе как диккенсовский.
Странные и мерзкие крики вырываются в ответ органной литании пароходных гудков и шуму покрытых мазутной плёнкой волн, бьющихся о жуткие причалы. Однако в давние времена Ред-Хук был совсем иным: на нижних улицах жили моряки с ясным взглядом, а повыше, в изящных резиденциях на склоне холма, селились состоятельные коммерсанты. Следы былого благополучия можно различить в архитектуре старых домов и в редкой красоте немногочисленных сохранившихся церквей, и в некоторых других разбросанных там и сям по всему району свидетельствах прежней заботы и любви, прогнивших балясинах лестничных проемов, покосившихся, и сорванных с петель массивных дверях, изъеденных червями декоративных пилястрах, безжалостно вытоптанных лужайках с поваленным ржавым забором.

Иногда посреди плотно примыкающих друг к другу строений можно встретить легкий остекленный купол, в котором в стародавние времена собиралась семья капитана, чтобы часами наблюдать за океаном и ждать, когда на горизонте появится знакомый крылатый силуэт. Сейчас здесь проходят проклятые шествия молодых людей с затуманенными глазами, которые бродят в тёмные предрассветные часы.
Мартенс-стрит — настоящая улица, к северу от проспекта Черч. Голландская реформатская церковь находится на углу проспектов Черч и авеню Флэтбуш.
Лавкрафт упоминает: Паскоуг (англ. Pascoag) и Чепасет (англ. Chepachet), Род-Айленд, Нью-Йорк, Бруклин, Ред-Хук, Гованус (англ. Gowanus), Бейсайд (англ. Bayside), И́гл (англ. Eagle), пирс Кунарда (англ. Cunard Pier), Лондон, Париж и другие локации.
В рассказе приводится описание улиц и тоннелей, чьи формы напоминают осьминога, хотя, Лавкрафт не упоминает это название.

## Влияние на культуру
Алан Мур, последователь Лавкрафта, использовал предпосылки из рассказа «Ужас в Ред Хуке», которые сам отнёс к циклу «Мифы Ктулху» в своём рассказе «The countryard» и сиквеле «Провидение».
Лавкрафт использовал такой же приём с идентификацией останков главного героя по зубным коронкам в окончании рассказа «Тварь на пороге». Такая же идея встречается в рассказе «Хребты безумия», и она послужила вдохновению сценаристов фильма «Нечто» Джона Карпентера.

## Связь с другими произведениями
В рассказе «Пёс» описано воскрешение некроманта и упоминаются голландские колдуны.
В рассказе «Праздник» наиболее похоже описаны многие из образов в этом рассказе.
В рассказе «Герберт Уэст — реаниматор» упоминается Геккель и впервые описано воскрешение мертвеца, а также встречаются фразы: «Твари, что должны быть мертвы» или «Нижний мир».
В рассказе «Лунная топь» похожим образом описана процессия и упоминаются древнегреческие божества.
В рассказе «Затаившийся Страх» описан особняк Мартенсов и подземные тоннели, где обитают жуткие существа.
В рассказе «Крысы в стенах» описан древний культ Великой Матери в подземелье замка.
В рассказе «Безымянный город» описаны древний культ, который находился под землей, где обитают существа из Загробного мира.
В рассказе «Зов Ктулху» описан культ Ктулху и впервые появляется Ктулху, которого называют, как «Великий жрец Ктулху».
В романе «Случай Чарльза Декстера Варда» будет наиболее детально описано воскрешение некроманта и упоминаются имена Сабаот, и Иегова.
Такую форму обращения, как «обнажённая фосфоресцирующая тварь» можно сравнить с «маленькая косматая тварь» из рассказа «Грёзы в ведьмовском доме».
Сардонические черты иногда указывают на Нъярлатхотепа, который обитает в Недрах Земли, но на него более нет намеков. Сардонические черты лика божеств можно сравнить с картинами богохульного божества из рассказа «Модель для Пикмана».
Удар молнии встречается в рассказах: «Склеп», «Картина в доме», «Иные Боги», «Затаившийся Страх» и романе «Случай Чарльза Декстера Варда».